# 杨村糕干

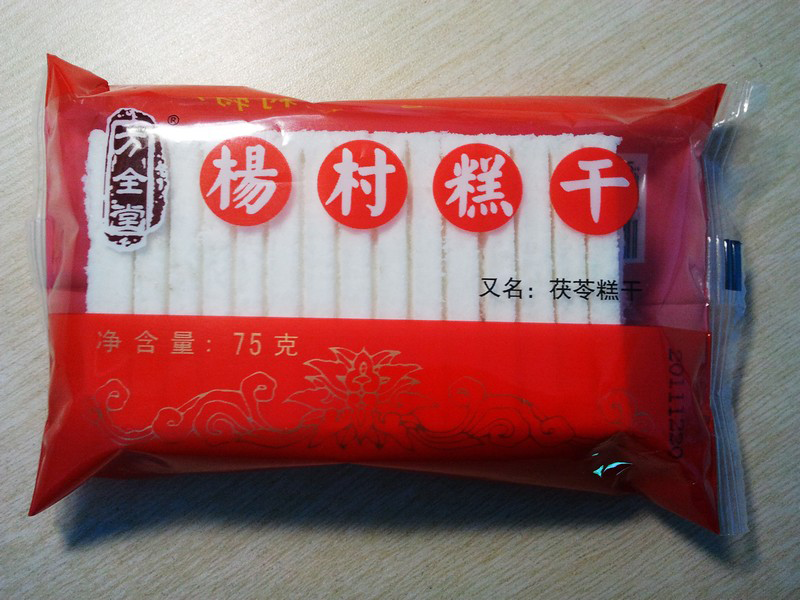
杨村糕干

杨村糕干为天津市武清区的传统小吃，创始于明永乐年间，创始人是浙江余姚杜姓兄弟，杜家第三代在杨村开办“万全堂糕干店”，俗称“杨村糕干”。1930年，“万全堂糕干”在巴拿马万国博览会上荣获“佳禾”铜质奖章。